# Königliches Wilhelms-Gymnasium (Königsberg)

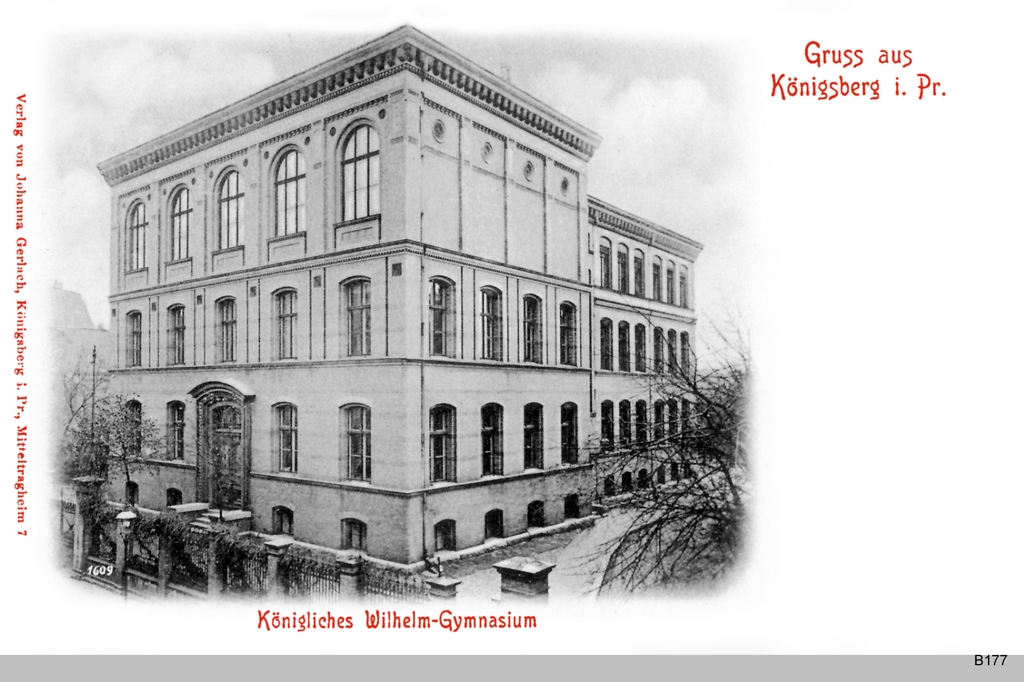
Kgl. Wilhelms-Gymnasium

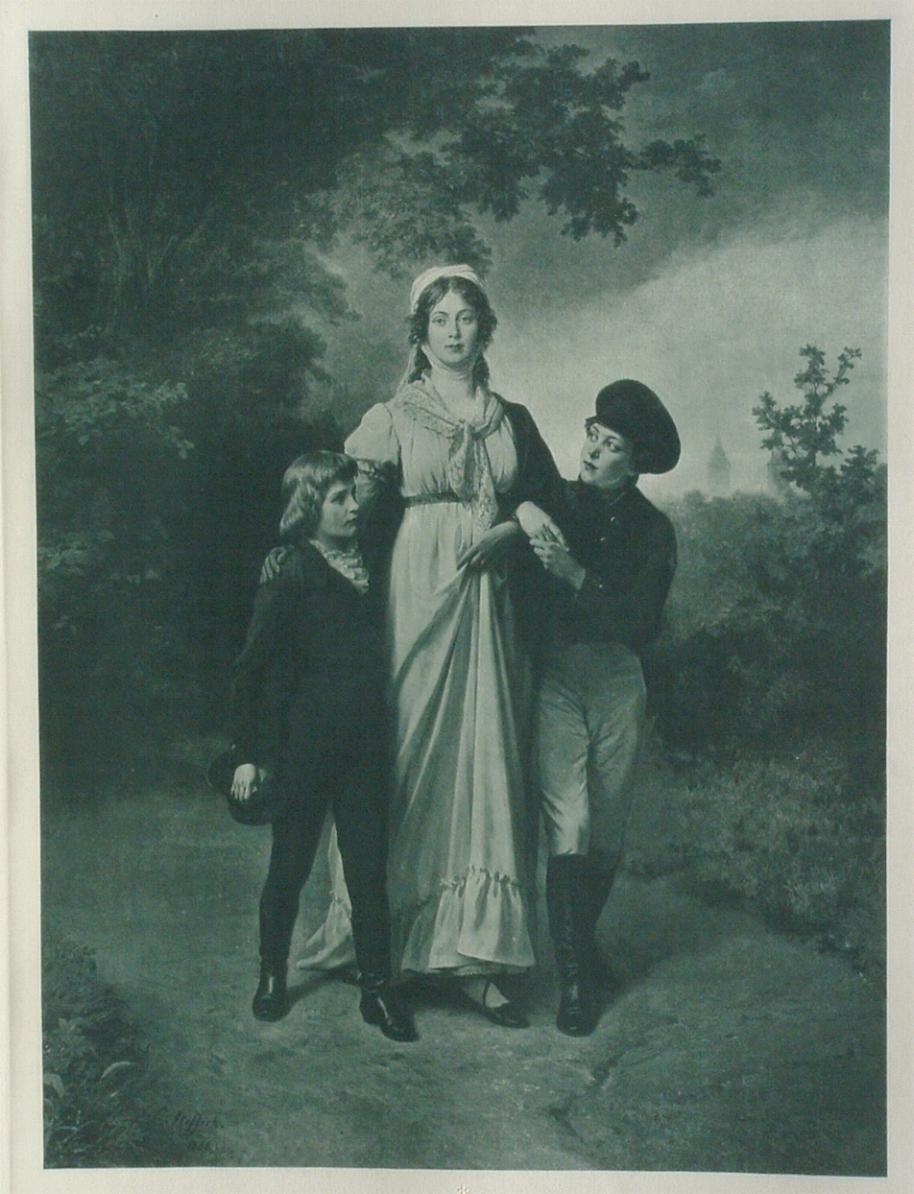
Luise mit ihren Söhnen Friedrich Wilhelm und Wilhelm (Carl Steffeck)

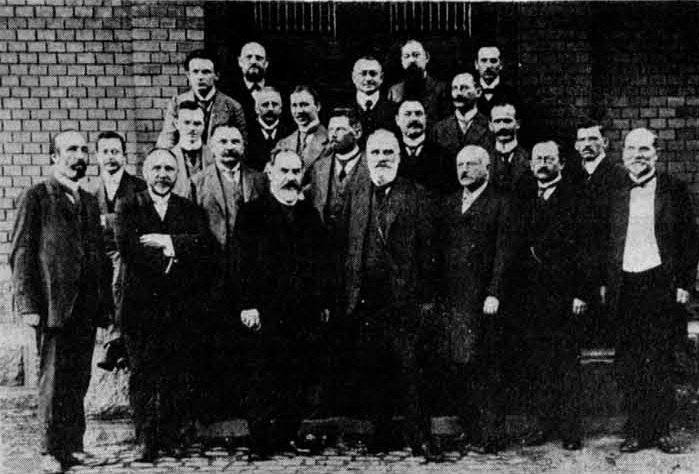
Kollegium des Wilhelmsgymnasiums in Königsberg im Jahr 1912. Professor Jäger (Jimbo), Probekandidat Unger, Professor Amoneit (Asaph), Seminarkandidat Schimanski, Professor Bork, Professor Peters, Oberlehrer Cybulla (Schybs), Professor Luther, Direktor Wagner, Vorschullehrer Braun, Professor Stange (Humpel), Oberlehrer Foethke, Professor Lullies, Oberlehrer Dehnen (Barbarossa), Professor Joost, Oberlehrer Kroll, Vorschullehrer Kirbuß, Professor Lanenpusch, Professor Kühn (Audax), Professor Kröhnert, Vorschullehrer Michaelis, Zeichenlehrer Ludat.

Das Königliche Wilhelms-Gymnasium war eine höhere Schule in Ostpreußens Provinzialhauptstadt  Königsberg. Benannt wurde sie nach König Wilhelm I. von Preußen.

## Geschichte
Das Gymnasium wurde nach der Reichsgründung 1874 in Altroßgarten (Predigerstraße) eröffnet; doch erst 1879 wurde es in den neuen Gebäuden im Hintertragheim, an der Nordwestseite des Schlossteiches, feierlich eingeweiht. Die Aula wurde 1889 mit Gemälden bekannter Königsberger Maler geschmückt:
Emil Neide
Kant und Fichte im Gespräch
Nicolaus Kopernikus
Verkündung der neuen Agenda durch Herzog Albrecht von Preussen
Carl Steffeck
Friedrich Wilhelm III. mit Freiherr von Stein und General York von Wartenburg
Königin Luise mit ihren älteren Söhnen in Luisenwahl
Einzug des Hochmeisters Siegfried von Feuchtwangen in die Marienburg
Georg Knorr
Sokrates und seine Schüler
Die Klosterschule
Philipp Melanchthon, der Schüler Reuchlins, und Desiderius Erasmus
Wilhelm von Humboldt in Beratung mit seinen Räten über die Reform des Gymnasiums
1901 hatte das Gymnasium 22 Lehrer und 533 Schüler. Nach 1918 nannte sich das Gymnasium „Wilhelms-Gymnasium“. Ende August 1944 wurde das Gebäude bei den Luftangriffen der Royal Air Force zerstört. 23. Januar 1945 wurden auf behördlicher Anordnung alle Schulen der Stadt geschlossen. Damit hörte das Wilhelms-Gymnasium auf zu bestehen. Weder das Gebäude noch die Schule haben den Zweiten Weltkrieg überdauert.

## Lehrer
- Johann Eduard Loch
- Emil Zimmermann, Oberlehrer von 1899 bis 1904
- Ernst Wilhelm Wagner, Direktor von 1903 bis 1922
- Otto Portzehl, Oberlehrer von 1888 bis 1905
- Anton Viertel
- Wilhelm Großmann, Oberlehrer bis 1892

## Schüler

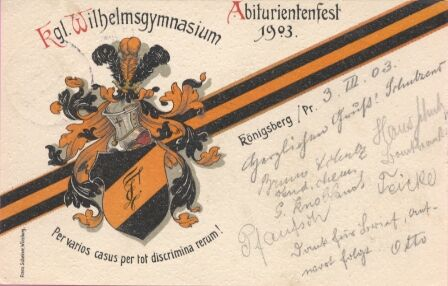
Couleurkarte (1903)

- Oswald Arnoldt
- Horst-Günter Benkmann
- Otto Besch
- Christoph Graf Dönhoff
- Richard Emil zu Dohna-Schlobitten
- Hans Ebel
- Kunz Finck von Finckenstein
- Heinrich Gerlach
- Heinrich von Gottberg
- Erich Haslinger
- Jürgen Hinrich Hewers
- David Hilbert
- Arnold Japha
- Felix Japha
- Karl Kollwitz
- Martin Littmann
- Alfred Lublin
- Ernst Meyer
- Erwin Moeller
- Jürgen Moser
- Sklode von Perbandt
- Eitel-Friedrich Rissmann
- Gerhard Saager
- Richard von Schaewen
- Fritz Schellong
- Botho von Schwerin
- Gustav Simon
- Kurt Baron von Stempel
- Paul Treibe
- Franz Wessel
- Ernst Wollenberg
- Robert Wollenberg